# 兆佳氏
兆佳氏（穆麟德轉寫：Joogiya hala）为满族姓氏，《库雅喇氏源流考》将其列为满族八大姓之一，有学者认为其前身为金代女真术要甲氏（别作术甲氏），元朝初期大臣、韩国公赵良弼即出自术要甲氏。而清朝官方观点认为兆佳氏源自地名兆佳城，位于今新宾满族自治县下营子乡赵家村。明朝末期，兆佳氏主要聚居于瑚普察、额尔敏，其余散居于讷殷江、界凡、佛阿拉、嘉木湖、马察、东安、觉禅、乌喇等地，在后金崛起之际先后归附。清朝时期，一等男达珠瑚、镇南将军莽依图、尚书玛尔汉皆出自该氏。民国以后，各支系主要以赵、兆等为汉姓。

## 清代主要世家

### 舒赛家族
镶白旗舒赛世居瑚普察，归附后任佐领，瞻岱任委署章京，从征陕西、湖广、云南等地，授云骑尉世职。舒赛曾孙僧保任参领兼佐领，从征厄鲁持噶尔丹奋勇有功，授云骑尉世职。舒赛亲弟宁古亲之子瑚什从征北京、山东，攻宁海时首先登城，随后阵亡，赠云骑尉世职，其亲兄都尔什袭职。都尔什于山海关之役立功加一云骑尉，三遇恩诏加至一等轻车都尉世职，其子三格、孙阿林泰等先后承袭。
同旗武达禅为舒赛从侄，从征北京、山东，于任丘、济阳之战接连先登，赐巴图鲁号，授骑都尉遇恩诏加一云骑尉，其子莽依图袭职后两遇恩诏加至二等轻车都尉，历任护军统领、镇南将军等官职，为三藩之乱中清军主帅之一，后因罪削去恩诏所得之职，其侄关泰袭时改为骑都尉世职。
正白旗阿苏哈、正红旗阿古沙瑚图、伦布科色、镶白旗当布理皆为舒赛同族。其中，阿苏哈五世孙武常阿任护军校，从征准噶尔阵亡，赠云骑尉世职。阿古沙瑚图曾孙肆传任委署参领，三藩之乱中从征云南等地有功，优授骑都尉世职。伦布科色之孙殷特布官至礼部尚书。当布理之子莽塞堪于齐东县之役率先登城，授云骑尉，两遇恩诏加至骑都尉兼一云骑尉，其子觉和托袭职，从征陕西、四川等地有功，升三等轻车都尉，其孙卓尔泰袭职改为骑都尉世职。

### 觉色家族
正白旗觉色世居额尔敏，与舒赛等同族，曾孙玛尔汉官至尚书、议政大臣，深获康熙帝倚重，雍正帝曾给以“完名引退”的评价，身后追赠太子太傅、入祀贤良祠。
正黄旗包衣满平阿、正白旗包衣塔郎阿、镶白旗包衣西喇巴、鄂通果皆为觉色同族。其中满平阿任备御，出征界凡受重伤，清太祖努尔哈赤以满平阿效力多年又身负重伤特赐其觉罗氏，其长子腾起任头等侍卫，为太宗朝八壮士之一，此后改姓伊尔根觉罗氏。满平阿之孙华善从征浙江舟山立功，授云骑尉世职。塔郎阿之孙色克塞赫任护军校，从征浙江、福建、四川等地有功，授骑都尉世职，官至参领。西喇巴为塔郎阿之弟，任佐领，因跟随太祖太宗两代皇帝，效力多年，被顺治帝特授骑都尉世职。西喇巴亲弟阿尔布之子武兰布任典仪，从征察哈尔布尔尼有功授云骑尉世职，后升任参领。鄂通果之子希佛讷任护军校，从征浙江、福建等地有功，授云骑尉世职。

### 其他
正蓝旗达珠瑚世居讷殷江，归附后授骑都尉，任佐领，与西林村、叶赫、乌喇、卦尔察、宁古塔等部作战，屡立战功，优授三等男后，征瓦尔喀时，被俘虏所杀。其子翁阿岱袭爵后于清军围锦州时与松山来援明军作战阵亡，优赠为一等男，其亲侄晋布承袭，三遇思诏加至二等子，其孙苏班泰承袭时，改为一等男世职。
正蓝旗布尔机世居界凡，于永平城之战与二十四人一同登城，授骑都尉，后与明朝山海关援军作战时阵亡。其子索尔敏袭职后参与三围锦州，又于清朝定鼎北京之时在山海关击败农民军，加一云骑尉，三遇恩诏加至一等轻车都尉，其孙石图袭职时改为骑都尉兼一云骑尉世职。
正红旗屯布鲁世居佛阿拉，其子瑚锡任护军校，从征延安、四川有功，授云骑尉，遇恩诏加为骑都尉，其子锡特库袭职时两遇恩诏加至三等轻车都尉，其孙噶达浑袭职时改回云骑尉世职。
正蓝旗罗岱世居嘉木湖，其孙达礼善于雅克萨之役与沙俄军队作战时于江中先登敌船，授骑都尉兼一云骑尉世职。
正白旗马达汉世居马察，其子五十七任委署护军校，从征云南等地有功，授云骑尉世职。